# Sitochroa verticalis
Sitochroa verticalis là một loài bướm đêm thuộc họ Crambidae. Nó được tìm thấy ở châu Âu.

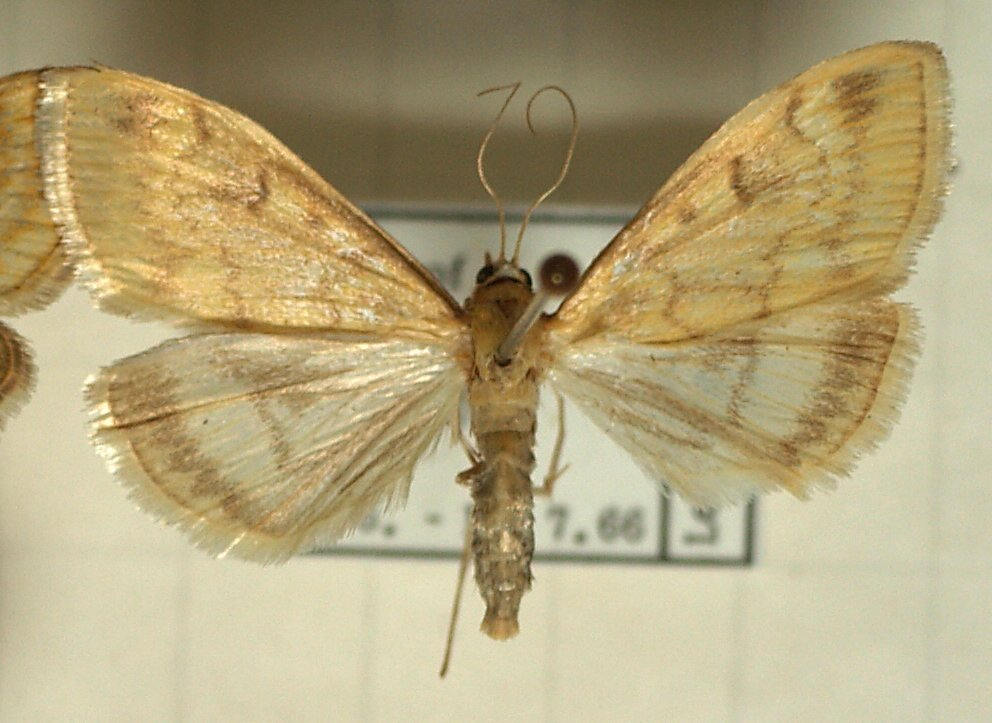

Sải cánh dài 30–34 mm. Con trưởng thành bay từ tháng 5 đến tháng 8 tùy theo địa điểm.
Ấu trùng ăn Atriplex, Rumex, Teucrium, Cirsium arvense, Diplotaxis, Cytisus scoparius, Nettle, Viola odorata và Centaurea jacea.

## Hình ảnh

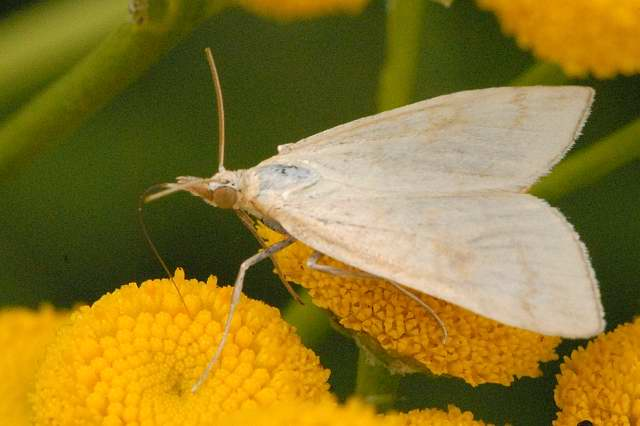
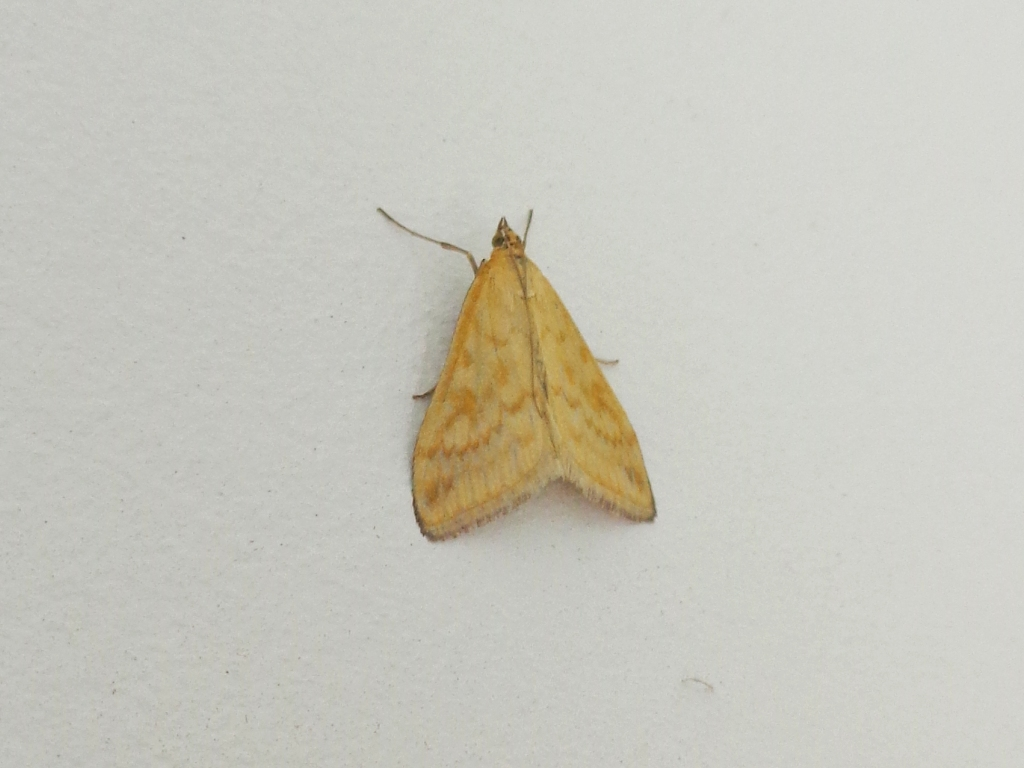